# Маркес, Йеньер
Йе́ньер (Хе́ньель) Ма́ркес Моли́на (исп. Yénier Márquez Molina; род. 3 января 1979, Корралильо, Куба) — кубинский футболист, защитник клуба «Вилья-Клара». Выступал за сборную Кубы, занимал пост капитана команды. Рекордсмен по числу игр за сборную.

## Клубная карьера
Маркес начал профессиональную карьеру в 1999 году в клубе «Вилья-Клара», за который играет до сих пор. Со своим клубом 5 раз выигрывал чемпионат Кубы: в 2002/2003, 2004/2005, 2010/2011, 2011/2012, 2013 годах. По ходу чемпионата Кубы 2013 Маркес стал лучшим бомбардиром лиги с 16 голами. В 2014 году он был избран лучшим игроком года на Кубе. В 2015 году он забил 12 голов и стал вторым бомбардиром лиги. Летом 2015 года Маркес перешёл в клуб чемпионата Антигуа и Барбуды «Хопперс».

## Карьера в сборной
В сборной Кубы Маркес дебютировал 7 мая 2000 года в матче отборочного турнира на чемпионат мира 2002 против Барбадоса, который завершился со счётом 1:1. За 2000—2015 годы он участвовал в пяти отборочных турнирах на чемпионат мира подряд, сыграв в 19 встречах.
В 2002 году Маркес в первый раз участвовал в Золотом кубке КОНКАКАФ. На турнире он был игроком стартового состава и сыграл в обоих матчах против США и Республики Корея. Год спустя Маркес снова принял участие в Золотом Кубке, в котором он вышел в стартовом составе во всех трёх матчах с Канадой, Коста-Рикой и США. В 2005 году он снова появился на Золотом кубке, в котором он вышел с первых минут во всех трёх играх против Коста-Рики, США и Канады. В 2007 году Маркес на правах капитана сборной появился на Золотом кубке в четвёртый раз. На турнире он сыграл во всех трёх матчах с Мексикой, Панамой и Гондурасом. В 2011 году он принял участие в Золотом кубке КОНКАКАФ в пятый раз. Он провёл все 3 матча (со сборными Коста-Рики, Мексики и Сальвадора) от начала до конца и забил гол сборной Сальвадора. В 2013 году Маркес стал участником Золотого кубка в шестой раз. Сборная Кубы сумела пробиться в четвертьфинал, а сам футболист сыграл во всех четырёх матчах (против Коста-Рики, США, Белиза и Панамы) и забил гол сборной Белиза. В 2015 году Маркес приехал на Золотой кубок с капитанской повязкой. Сборная Кубы повторила успех предыдущего кубка, Йеньер принял участие во всех матчах группового этапа, но пропустил четвертьфинал из-за травмы.
Также футболист принял участие в пяти розыгрышах Карибского кубка: в 2001, 2005, 2007, 2008, 2010 и 2014 годах. Всего Йеньер Маркес принял участие в 126 матчах сборной Кубы и является рекордсменом сборной по количеству проведённых матчей.

## Голы за сборную
| Номер | Дата            | Стадион                                                             | Противник                        | Счёт | Результат | Соревнование                |
| ----- | --------------- | ------------------------------------------------------------------- | -------------------------------- | ---- | --------- | --------------------------- |
| 1     | 4 апреля 2001   | Общественный центр Ойтфлюхта, Ойтфлюхт, Гайана                      | Доминика                         | 2:1  | 3:1       | Карибский кубок 2001        |
| 2     | 6 апреля 2001   | Общественный центр Ойтфлюхта, Ойтфлюхт, Гайана                      | Сен-Мартен                       | 1:0  | 1:0       | Карибский кубок 2001        |
| 3     | 6 июля 2003     | Индепенденс Парк, Кингстон, Ямайка                                  | Ямайка                           | 2:0  | 2:1       | Товарищеский                |
| 4     | 16 января 2005  | Педро Марреро, Гавана, Куба                                         | Гаити                            | 1:1  | 1:1       | Отбор на ЗК КОНКАКАФ 2005   |
| 5     | 8 ноября 2006   | Дийон, Фор-де-Франс, Мартиника                                      | Гаити                            | 1:0  | 2:1       | Карибский кубок 2007        |
| 6     | 22 июня 2008    | Педро Марреро, Гавана, Куба                                         | Антигуа и Барбуда                | 4:0  | 4:0       | Отбор на ЧМ 2010            |
| 7     | 20 августа 2008 | Педро Марреро, Гавана, Куба                                         | Тринидад и Тобаго                | 1:3  | 1:3       | Отбор на ЧМ 2010            |
| 8     | 23 октября 2008 | Педро Марреро, Гавана, Куба                                         | Нидерландские Антильские острова | 2:0  | 7:1       | Карибский кубок 2008        |
| 9     | 27 октября 2008 | Педро Марреро, Гавана, Куба                                         | Суринам                          | 3:0  | 6:0       | Карибский кубок 2008        |
| 10    | 26 октября 2010 | Роммель Фернандес, Панама, Панама                                   | Панама                           | 1:0  | 3:0       | Товарищеский                |
| 11    | 28 ноября 2010  | Пьер Аликер, Фор-де-Франс, Мартиника                                | Мартиника                        | 1:0  | 1:0       | Карибский кубок 2010        |
| 12    | 12 июня 2011    | Солджер Филд, Чикаго, США                                           | Сальвадор                        | 1:4  | 1:6       | Золотой кубок КОНКАКАФ 2011 |
| 13    | 16 июля 2013    | Рентшлер Филд, Ист-Хартфорд, США                                    | Белиз                            | 4:0  | 4:0       | Золотой кубок КОНКАКАФ 2013 |
| 14    | 25 марта 2015   | Сибао, Сантьяго-де-лос-Трейнта-Кабальерос, Доминиканская Республика | Доминиканская Республика         | 1:0  | 3:0       | Товарищеский                |
| 15    | 14 июня 2015    | Педро Марреро, Гавана, Куба                                         | Кюрасао                          | 1:0  | 1:1       | Отбор на ЧМ 2018            |

## Достижения
Командные
- Чемпионат Кубы (5): 2002/2003, 2004/2005, 2010/2011, 2011/2012, 2013

Личные
- Лучший бомбардир Чемпионата Кубы (1): 2013 (16 голов)
- Лучший игрок года в Кубе (1): 2014